# Local Business Development Center
Het Local Business Development Center, tot 2023 Suriname Business Development Center, is een Surinaamse organisatie die zich richt op het verbeteren van het ondernemingsklimaat.
Het is de werkarm van het Suriname Business Forum. Het centrum geeft trainingen, workshops en presentaties, ondersteunt ondernemers en regelt contactpersonen en organiseerde een beurs voor business, lifestyle en innovatie Verder organiseert het discussieavonden, overlegt het met het ministerie over de behoefte op de arbeidsmarkt en stimuleert het export.